# Quinta de Tilcoco
Quinta de Tilcoco – miasto w Chile, w regionie O’Higgins, w prowincji Cachapoal.